# 鈴木繁男
鈴木 繁男（すずき しげお、1914年 - 2003年）は、漆工芸作家。民藝運動家。
雑誌「工藝」の表紙を漆絵で製作したことで知られる。

## 略歴
静岡県静岡市に生まれ、34歳から磐田市に居住。昭和10年（1935年）に柳宗悦門下となり、その後、陶芸家の道に進むことを決意した。18歳から書生として宗悦のもとで暮らし、側近として生涯にわたって師事した。
昭和35年（1960年）に磐田市中央町に窯を構えるが、腰を痛めて59歳で作陶を断念する。
平成5年（1993年）、浜松市に遠州民藝協会（日本民藝協会支部）を設立。同協会の事務局長であった田中信之によれば、宗悦は実子である柳宗理よりも、繁男こそを民藝運動の後継者として考えていたという。

## 刊行
- 「鈴木繁男作品集」大阪日本民藝館、1993年
- 「鈴木繁男　手と眼の創作」日本民藝館、2024年